# 平阳公主 (刘昶之妻)
平阳公主（?—?），中国南北朝北魏公主。
平阳公主嫁给了刘昶为第三任继室（第四任正室），刘昶是宋文帝刘义隆的儿子，刘宋宗室內鬨，逃亡北魏。北魏封他为宋王，先把武邑公主嫁给了他，一年后武邑公主死后，再娶建兴长公主，建兴长公主死后，再娶平阳长公主。刘昶在彭城西南营墓，与三公主同茔而异穴。